# المحراق (الرضمة)

تعديل مصدري - تعديل

المحراق محلة تابعة لقرية الجوران، التابعة لعزلة بني قيس بمديرية الرضمة إحدى مديريات محافظة إب في الجمهورية اليمنية.، بلغ تعداد سكانها 123 حسب تعداد اليمن لعام 2004.